# Desmodium hispidum
Desmodium hispidum är en ärtväxtart som beskrevs av Adrien René Franchet. Desmodium hispidum ingår i släktet Desmodium och familjen ärtväxter. Inga underarter finns listade i Catalogue of Life.